# Кисельов Олексій Семенович
Олексій Семенович Кисельов (1879, село Авдотьїно Шуйського повіту Владимирської губернії, тепер у складі міста Іваново, Російська Федерація — розстріляний 30 жовтня 1937, місто Москва, тепер Російська Федерація) — радянський державний і партійний діяч, секретар ВЦВК, голова Малої Ради народних комісарів РРФСР, народний комісар робітничо-селянської інспекції РРФСР. Член ВЦВК і ЦВК СРСР. Член ЦК РСДРП(б) у 1914 році. Кандидат у члени ЦК ВКП(б) у 1917—1919, 1921—1923 та 1925—1934 роках. Член Центральної контрольної комісії РКП(б) та член Президії ЦКК РКП(б) у 1923—1925 роках. Член Центральної Ревізійної Комісії ВКП(б) у 1934—1937 роках.

## Життєпис
Народився в родині робітника-гравера. З семирічного віку працював у селянському господарстві. У 1892 році закінчив церковноприходську школу в селі Авдотьїно Шуйського повіту.
З травня 1893 по квітень 1897 року — учень слюсаря Куваєвської мануфактури (фабрики), помічник слюсаря механічного заводу Пономарьова в місті Іваново-Вознесенську.
У травні 1897 — червні 1899 року — учень токаря по металу кустарної майстерні Миронова, токар механічного заводу Пономарьова в Іваново-Вознесенську.
Член РСДРП з березня 1898 року.
У червні 1899 — січні 1902 року — токар фабрики ткацької мануфактури в Іваново-Вознесенську.
Був заарештований, перебував під наглядом поліції. З лютого по травень 1902 року — в ув'язненні в місті Владимирі.
З червня по грудень 1902 року перебував на підпільній роботі, розповсюджував нелегальну літературі в Ярославлі, Іваново-Вознесенську, Костромі, Шуї, Смоленську; працював токарем механічного заводу Калашникова в Іваново-Вознесенську.
З грудня 1902 по березень 1903 року — в ув'язненні в містах Іваново-Вознесенську, Шуї та Коврові.
У квітні — грудні 1903 року — токар заводу Анонімного товариства (колишнього Пономарьова) в Іваново-Вознесенську.
У січні 1904 — жовтні 1905 року — на засланні в селі Койда Мезенського повіту Архангельської губернії.
У листопаді 1905 — березні 1906 року — член Іваново-Вознесенського комітету РСДРП, перебував на підпільній роботі.
У квітні — серпні 1906 року — слюсар трамвайного парку, член Сокольницького районного комітету РСДРП Москви, член Московської ради 2-го скликання.
У вересні 1906 — квітні 1907 року — слюсар і токар, голова комісії із поліпшення умов праці майстерні Вільчепольського в місті Миколаєві.
У травні 1907 — квітні 1908 року — токар виробничої кооперацій та олійного заводу Фідлера в місті Одесі.
У травні 1908 — травні 1909 року — токар приватної майстерні, на профспілковій роботі в місті Баку.
З червня по грудень 1909 року — агент із продажу швейних машин компанії «Зінгер» в Іваново-Вознесенську.
У січні 1910 — березні 1911 року — конторник, кресляр, електромонтер контори фірми «Еріксон» в Іваново-Вознесенську.
У квітні 1911 — червні 1912 року — токар машинобудівного і чавуноливарного заводу Гоппера в Москві.
У липні 1912 — грудні 1913 року — токар, член правління каси хворих електромеханічного заводу фірми «Сіменс і Гальске» в Санкт-Петербурзі, голова та секретар Петербурзької Спілки металістів. Був заарештований, але незабаром звільнений з ув'язнення.
У січні — липні 1914 року — слюсар, токар, секретар каси хворих на заводах «Айваз», «Еріксон» та Барановського в Санкт-Петербурзі.
У липні 1914 року обраний членом ЦК РСДРП(б) та був направлений до Австрії з партійними дорученнями до Володимира Леніну. Влітку 1914 року, після повернення з-за кордону, був схоплений російською поліцією та засуджений на заслання в Сибір.
З липня 1914 по березень 1917 року — на засланні в селі Каменка Єнісейського повіту Єнісейської губернії; на нелегальному становищі в Красноярську, Єнисейську та Верхньоудинську.
У квітні — грудні 1917 року — член Іваново-Вознесенського комітету РСДРП(б), член Іваново-Вознесенської міської управи, голова Іваново-Вознесенської міської ради.
У січні — листопаді 1918 року — член президії Головного управління текстильної промисловості «Центротекстиль» Вищої ради народного господарства (ВРНГ) РРФСР, член президії ВРНГ РРФСР, член колегії Центрального бюро у справах військовополонених та біженців.
З грудня 1918 року — начальник політичного відділу Оренбурзької групи військ, керував обороною міста Оренбурга під час наступу військ адмірала Дутова.
З лютого 1919 року — член Особливого бюро Комісії ВЦВК і РНК РРФСР у справах Туркестану.
До грудня 1919 року — начальник політичного відділу дивізії РСЧА, начальник політичного відділу 1-ї армії РСЧА.
У грудні 1919 — травні 1921 року — член президії Всеросійського центрального виконавчого комітету (ВЦВК), голова Спілки гірничих робітників. Перебував у закордонному відрядженні в справах профспілок. У 1921 році належав до «робітничої опозиції».
24 травня 1921 — квітні 1923 року — голова Малої Ради народних комісарів (РНК) Російської РФСР.
7 липня 1923 — 2 лютого 1924 року — народний комісар робітничо-селянської інспекції Російської РФСР та заступник народного комісара робітничо-селянської інспекції СРСР.
2 лютого 1924 — серпень 1937 року — секретар Всеросійського центрального виконавчого комітету (ВЦВК).
20 серпня (за іншими даними — 7 вересня) 1937 року заарештований органами НКВС. Засуджений Військовою колегією Верховного суду СРСР 29 жовтня 1937 року до страти, розстріляний наступного дня. Похований на Донському цвинтарі Москви.
4 квітня 1956 року реабілітований, 4 червня 1956 року посмертно відновлений у партії.